# Knochenhort von Burray

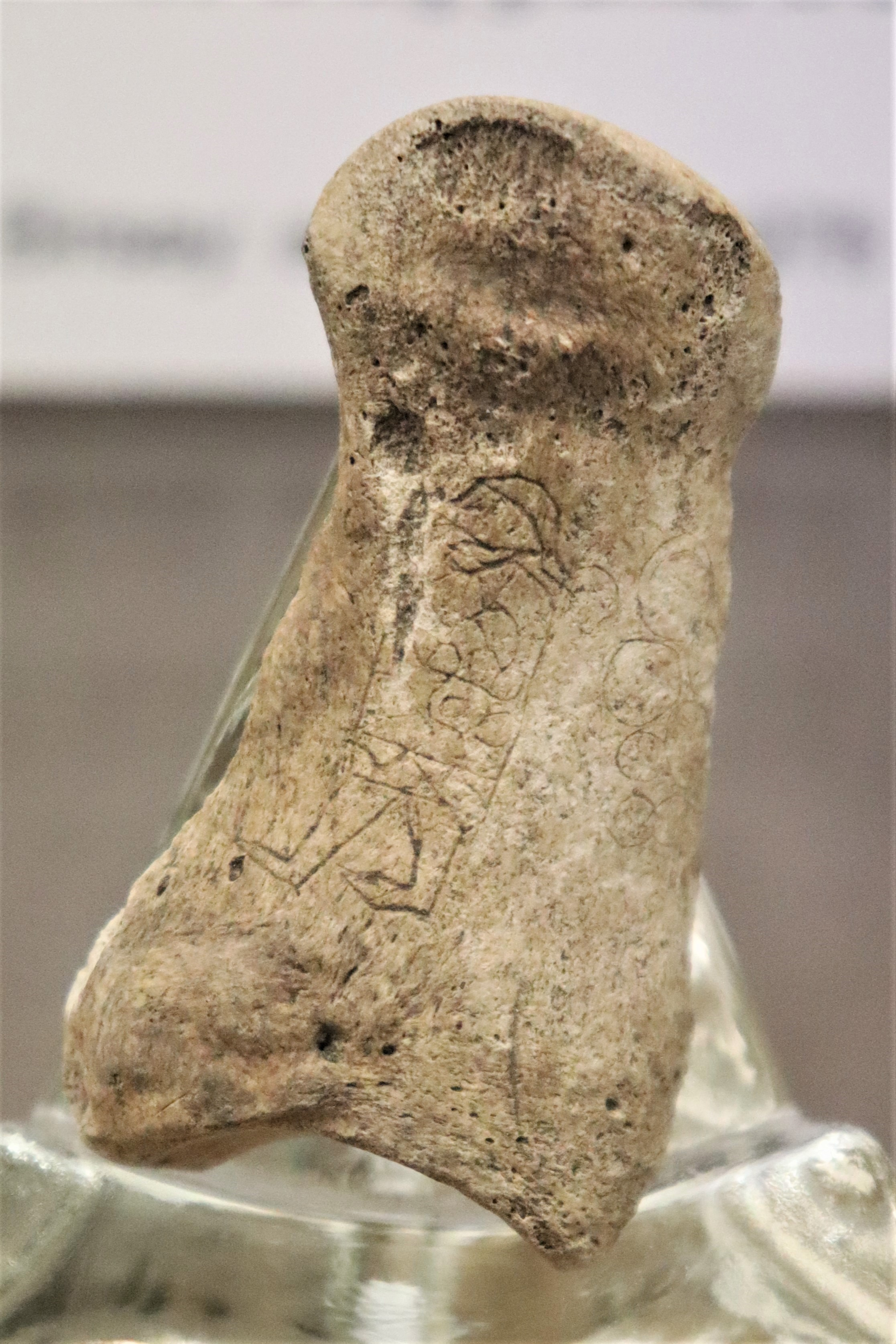
Mann auf dem Knochen von Bu Sands

Der Knochenhort von Burray (Orkney) wurde in den 1990er Jahren in den „Bu Sands“ auf der 2.231 Hektar großen schottischen Insel Burray gefunden. Bu Sands ist ein Bereich fester Sanddünen in einer weiten Bucht an der Ostküste der Insel. Der Name Bu steht im wikingerzeitlichen Kontext und bezeichnet in der Regel einen Ort von Bedeutung. Der als Burray Bu aufgeführte Bauernhof ist ein historisch frühes Gebäude, das später einem Zweig der Familie Stewart gehörte. Der Hort befindet sich im Orkney Museum in Kirkwall.
Während einer routinemäßigen Untersuchung der Knochen im Museum wurden im Jahre 2006 zwei vom Stil her piktische Schnitzereien entdeckt. Der eine Knochen zeigt die etwa 5 cm hohe Abbildung eines Stiers. Der andere zeigt eine 2,2 cm hohe stehende Figur eines Mannes in einer kurzen Tunika. Er steht vor einem runden Motiv.
Die Schnitzereien sind mit einem scharfen Schneidwerkzeug wie einem Messer ausgeführt. Sie bestehen, auch bei der Darstellung von Kurven, überwiegend aus geraden, mit mehreren Schnitten geführten Linien. Bogenschnitte sind relativ selten. Ein hexagonales Motiv mit einem zentralen Rechteck befindet sich unterhalb des Ellbogens der Figur. Wahrscheinlich ist ein rundes Objekt, wie ein Schild mit einem zentralen Quadrat, gemeint. Die Figur stellt eventuell einen Krieger dar und die Schlangenlinie vor der Brust könnte den Rest einer Waffe, eines Speers, einer Axt oder eines Schwertes darstellen. Die robuste Oberhälfte des Gesichtes um die Nase herum kann zu einem Helm gehören. Zusammen mit der Dekoration am Saum der Tunika ist es naheliegend, dass eine bedeutende Person dargestellt ist.
Die Rinderknochen sind so bearbeitet, dass sie aufrecht stehen können. Das könnte bedeuten, dass sie als Spielsteine verwendet wurden. Weil andere Knochen aus dem Bereich verloren gingen, gibt es allerdings zu wenige Anhaltspunkte, die auf den Zweck der Schnitzereien schließen lassen.